# Cyclocephala melanocephala
Cyclocephala melanocephala es una especie de escarabajo del género Cyclocephala, categorizada en la tribu Cyclocephalini, de la subfamilia Dynastinae.

## Distribución
Se distribuye por América: Estados Unidos, Colombia,  Costa Rica, Dominica, República Dominicana, Ecuador, El Salvador, Francia Guayana, Granadinas, Granada, Guadalupe, Guatemala, Guyana, Honduras, Martinica, México, Brasil, Belice, Bolivia, Nicaragua, Panamá, Perú, Puerto Rico, Surinam, Trinidad y Tobago y Venezuela.

## Taxonomía
Fue descrita por Fabricius en 1775.
Tratamiento taxonómico
La especie aparece registrada y publicada en Systema Entomologiae, sistens insectorum classes, ordines, genera, species, adiectis synonymis, locis, descriptionibus, observationibus. Officina Libraria Kortii ; Flensburgi & Lipsiae 30 + 1-832.